# Thomas Bianchin

a Compétitions nationales et continentales officielles uniquement.

Dernière mise à jour le 27 novembre 2021.
Thomas Bianchin (né le 11 août 1987 à Albertville) est un joueur français de rugby à XV évoluant au poste de talonneur.

## Biographie
Formé initialement à l'US Montmélian (Savoie) puis au FC Grenoble, Thomas Bianchin débute en équipe première lors de la saison 2008-2009 en Pro D2. 
Alors encore espoir, il intègre à part entière l'effectif professionnel la saison suivante et est titularisé à 14 reprises sur les 30 matchs que joue son équipe en championnat. En parallèle, il est régulièrement sélectionné en équipe de France universitaire et remporte avec elle le Grand chelem lors du Tournoi des six nations en 2010. Contacté par le Racing Métro 92 début 2011, il répond favorablement à l'offre du club francilien qu'il rejoint à partir de la saison 2011-2012 en Top 14.

## Carrière

### Clubs successifs
- 2000-2005 : US Montmélian
- 2005-2011 : FC Grenoble
- 2011-2013 : Racing Métro 92
- 2013-2015 : Montpellier Hérault rugby
- Depuis 2015 : Section paloise

## Palmarès et distinctions personnelles
- 2010 : Grand Chelem lors du tournoi des six nations universitaire
- 2011 : Lauréat de l'Oscar Midi Olympique du mois de mars.